# Шафіга Гулам кизи Ахундова
Шафіга Гулам кизи Ахундова (азерб. Şəfiqə Qulam qızı Axundova; 21 січня 1924, Шекі, Азербайджанська РСР — 26 липня 2013, Баку, Азербайджан) — азербайджанська композиторка, заслужена діячка мистецтв Азербайджанської РСР (1973), народна артистка Азербайджану (1998). Перша жінка на Сході, яка написала оперу.

## Життєпис
Народилася Шафіга Ахундова 21 січня 1924 року в місті Шекі, в родині відомого діяча культури Гулама Ахундова. В 1943-1944 роках здобула початкову музичну освіту у Бакинській музичній школі імені Асефа Зейналли, де брала уроки у самого Узеїра Гаджибекова. 1956 року Ахундова продовжила свою освіту в Азербайджанській державній консерваторії імені Узеіра Гаджибейлі, де закінчила клас Бориса Зейдмана. 1972 року вона написана оперу «Скеля наречених» за мотивами однойменної повісті Сулеймана Рагімова. Це була перша опера на Сході, написана жінкою. 1973 року Шафіге Ахундовій було присвоєно звання заслуженої діячки мистецтв Азербайджанської РСР, а 1998 року — народної артистки Азербайджану. 2004 року композиторці було вручено орден «Шохрат».
В останній рік життя стан здоров'я Шафіги Ахундової значно погіршився. У неї відмовили ноги, також виникли проблеми з мовленням і вживанням їжі. 26 липня 2013 року Шафіга Ахундова померла в Центральній клінічній лікарні, в Баку. 27 липня в Театрі пісні імені Рашида Бейбутова відбулася церемонія прощання з народною артисткою. Похована Ахундова на Алеї честі в Баку.

## Нагороди
- Орден «Знак Пошани» (09.06.1959)

## Твори
- Опера
  - Скеля наречених (1972)
- Оперета
  - Дім наш, таємниця наша
- Для оркестру
  - Картина «На бавовняних полях» (1948)
- Для сопрано з оркестром
  - Романс «В житті» (слова Нізамі Гянджеві, виконана в 1947 році)
- Для оркестру народних інструментів
  - Танець (1946)
- Для квартету духових інструментів
  - Скерцо (1947)
- Для фортепіано
  - 2 п'єси (1946)
  - Сонатина (1946)
- Для квартету духових інструментів
  - П'єса «Айдин»[6]
  - П'єса «Бухта Ілліча»
- Хори, пісні, музика для театру